# Kwanza (The First)
Kwanza (The First) è un album di Albert Heath, pubblicato dall'etichetta discografica Muse Records nel luglio del 1974.

## Tracce

### LP
Lato A
Musiche di Al Heath.
1. Tafadhali (Please) – 6:54
2. A Notion – 5:27
3. Dr. JEH – 6:19

Lato B
Musiche di Al Heath, eccetto dove indicato.
1. Dunia (Earth) – 3:58
2. Oops! – 6:31 (musica: Percy Heath)
3. Sub Set – 10:11

## Formazione
- Albert Heath – batteria, chimes, timpani
- Jimmy Heath – sassofono tenore, sassofono soprano, flauto
- Curtis Fuller – trombone
- Kenny Barron – piano, piano elettrico
- Ted Dunbar – chitarra
- Percy Heath – contrabbasso

Note aggiuntive
- Don Schlitten – produttore
- Registrazioni effettuate il 4 giugno 1973 al RCA Studios di New York City, New York
- Paul Goodman – ingegnere delle registrazioni
- Gary Giddins – note retrocopertina album originale [2]